# Eàrendil
Eärendil el Mariner (AFI: [ε.a'rεndil]) és un presonatge fictici de l'obra de J.R.R. Tolkien, i una de les figures més importants del seu llegendari. La seva història s'explica al Silmaríl·lion, i es troben diverses referències a ell durant El Senyor dels Anells
Va ser un mig elf, fill de l'home Tuor i de l'elf Ídril. El seu nom és quenya, i significa "amant del mar".

## Biografia
Eàrendil va néixer i va ser criat a la ciutat del seu avi Turgon, Gondolin. Quan només tenia set anys va fugir del saqueig de Gondolin amb els seus pares, refugiant-se a les Goles del Sírion. Amb el temps esdevindria el líder dels refugiats que s'hi van instal·lar.
Allà va casar-se amb Èlwing, filla de Dior i neta de Beren i Lúthien. Van tenir dos fills: els bessons Élrond i Élros.
Amb l'ajuda de Círdam el mestre d'Aixa, Eàrendil va construir un vaixell, Vingilótë, que en quenya significa "flor d'escuma". La seva passió era navegar per les costes de la Terra Mitjana. Coneixedors d'això, els fills de Fèanor van aprofitar per atacar la seva gent quan no hi era per robar el Silmaril, en el que es convertiria en la Tercera Matança Fratricida entre elfs. La seva esposa Elwing, per evitar que el robessin, es va llençar amb el Silmaril al mar. Ulmo, però, la va salvar a ells i el Silmaril.
A l'assabentar-se de la tragèdia, Eàrendil va decidir de navegar fins a Vàlinor, convertint-se en el primer mortal que hi posava els peus. Es va presentar davant dels Vàlar oferint-los el Silmaril com a tribut i els va suplicar que intervinguessin en la lluita dels homes i els elfs en contra de Mórgoth.
Els Vàlar van acceptar la demanda d'Eàrendil, i a més el van recompensar a tota la seva família el do de poder decidir a quin dels dos llinatges volien pertànyer. Elwing va escollir la inmortailitat dels elfs. Eàrendil hauria preferit triar els homes, però per amor a la seva esposa va triar els elfs. Dels seus dos fills bessons, Élrond va escollir ser comptat entre els elfs, mentre que Élros es decantava pels homes.
Varda, la reina dels Vàlar, va posar el Silamril que va portar Eàrendil a la cúpula celestial convertint-lo en la més brillant de les estrelles. Des d'aleshores és conegut com l'Estrella d'Eàrendil, o el Guil-Estel (l'Estel d'Alta Esperança)
Convençuts per intervenir a la Terra Mitjana, els Vàlar van organitzar un exèrcit poderós per enderrocar a Mórgoth. Liderat per Maenwë, i format per molts maiar i vànyar, lluitar l'última de les batalles de Beleríand: la Guerra de la Còlera. Eàrendil va prendre part en la batalla, des de dalt del Vingilot al costat de Thoròndor i les àguiles. Va ser per la seva mà que el gran drac Ancalagon el Negre va caure sobre el Tangorodrim, causant la destrucció d'Àngband,

## Genealogia dels mitjos elfs
```
  
Finwë
 = 
Indis

        |
    
Fingolfin
 = 
Anairë
    
Gàldor
      
Thíngol
 = 
Mèlian

           |                 |
           |          (1)    |
        
Turgon
 = 
Elenwë
   
Huor
    
Beren
 = 
Lúthien

               |           |
            
Idril
 ======= 
Tuor
        
Dior
 = 
Nímloth

                     |
                     |                -------------
                     |           |
                  
Eàrendil
 ======== 
Èlwing
  
Elured i Elurín
     
Galàdriel
 = 
Cèleborn

                              |
                        ------------------          ------------------------
                        |          |
                      
Élros
            
Élrond
 = 
Celebrían

                        |
                
Reis de Númenor
               |
                        :                     |
                
Senyors d'Andúnië
             |
                        :                     |
           
Alts Reis d'Àrnor i Góndor
         |
                        :                     |
                  
Reis d'Àrnor
                |    
                        :                     |
                
Reis d'Arthedain
              |
                        :                ----------------------
             
Capitans dels dúnedain
      |                    |
                        :       (4)      |                    |
                     
Àragorn
 ========= 
Arwen
         
Èl·ladan i Èlrohir

                                 |
                                 |
                             
Eldàrion
```